# Halsbandsparakit
Halsbandsparakit (Psittacula krameri) är en papegoja som har ett stort naturligt utbredningsområde i Afrika och Asien men som även av människan har introducerats till en rad länder i Europa, Asien och Nordamerika. 

## Utseende
Halsbandsparakiten är en nästan helt grön papegoja med lång och spetsig stjärt samt smala vingar. Den har en kroppslängd på 37–43 centimeter inklusive stjärtspröten, som hos adulta fåglar uppgår till hela 18–23 centimeter. Näbbens övre halva är nyponröd, vingpennorna mörka och ögat är ljust med röd orbitalring. Hanen har en svart haka varifrån det går en smal svart linje bakåt mot nacken, övergående i ett rödrosa halsband. Honan saknar denna teckning.

## Utbredning och systematik
Halsbandsparakiten delas ofta upp i fyra underarter med följande utbredning:
- Psittacula krameri krameri – lever i Afrika från södra Mauretanien söderut till Guinea och österut till södra Sudan, Sydsudan och nordligaste Uganda
- Psittacula krameri parvirostris – lever i östra Sudan, nordvästra Etiopien, Eritrea och Djibouti.
- Psittacula krameri borealis – lever i Pakistan och i ett område som sträcker sig från norra Indien till Myanmar.
- Psittacula krameri manillensis – lever i Sri Lanka och på den södra halvan av indiska halvön upp till ungefär 20°N.

### Global introduktion
Halsbandsparakiten har varit en mycket populär burfågel och på många platser i världen har den även introducerats i naturen. Exempelvis återfinns den i ett tiotal europeiska länder som Italien, Nederländerna, Portugal, Spanien, Storbritannien och Tyskland, i Asien i Israel, Iran, Kina, Kuwait och Saudiarabien, och i Nordamerika i Kalifornien och Florida.

## Halsbandsparakiten och människan

### Status och hot
Arten har ett stort utbredningsområde och en stor population, och tros öka i antal. Utifrån dessa kriterier kategoriserar internationella naturvårdsunionen IUCN arten som livskraftig (LC). Världspopulationen har inte uppskattats men den beskrivs som vanlig eller mycket vanlig i hela sitt utbredningsområde.

### Namn
Fågelns vetenskapliga artepitet hedrar den österrikiske naturforskaren och botanikern Wilhelm Heinrich Kramer (1724–1765).

## Bilder

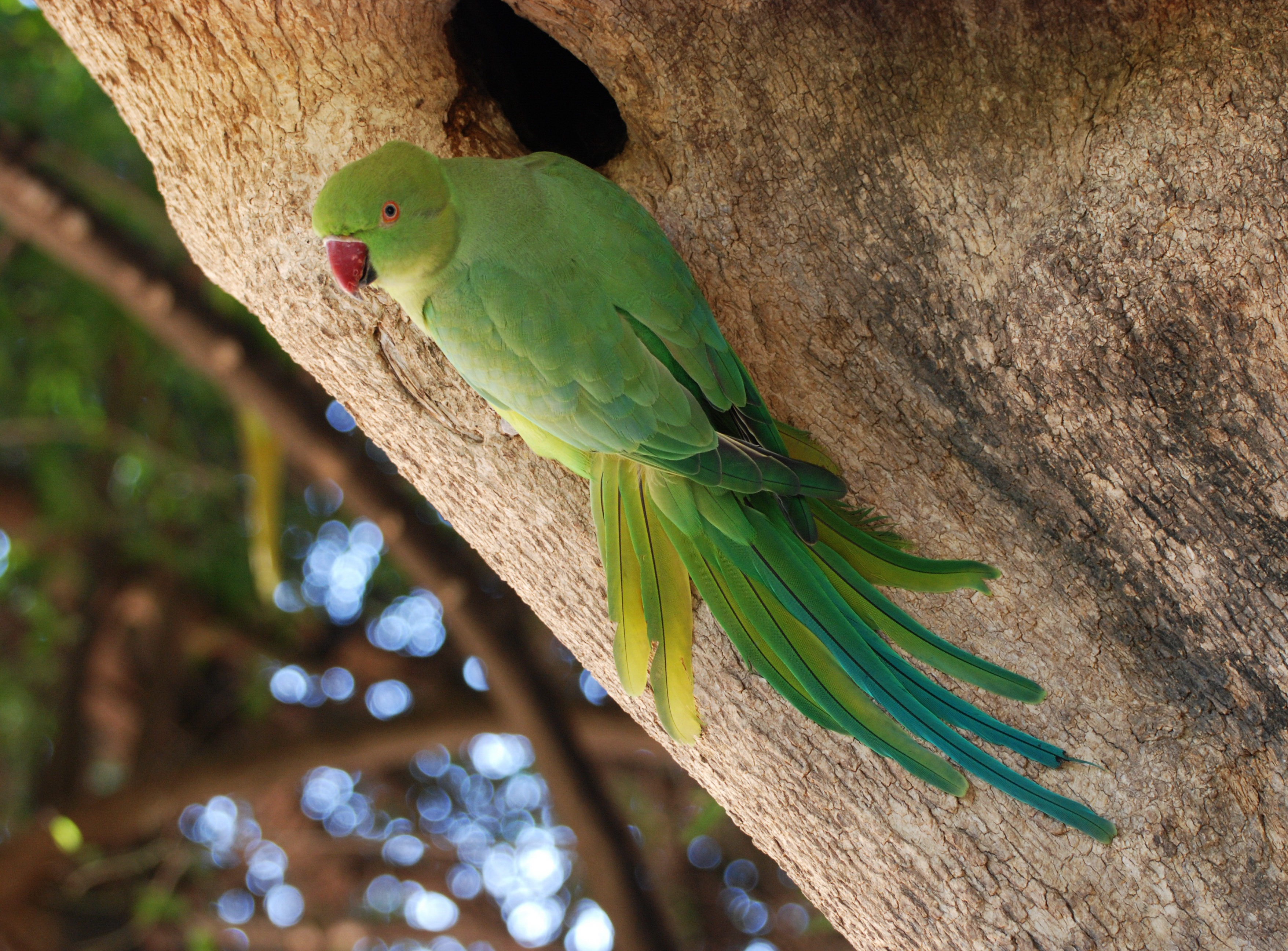
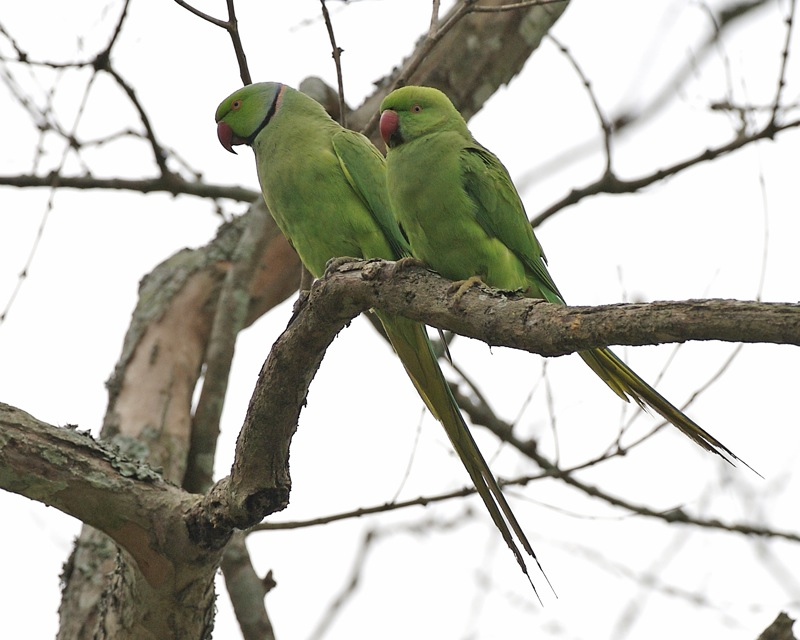
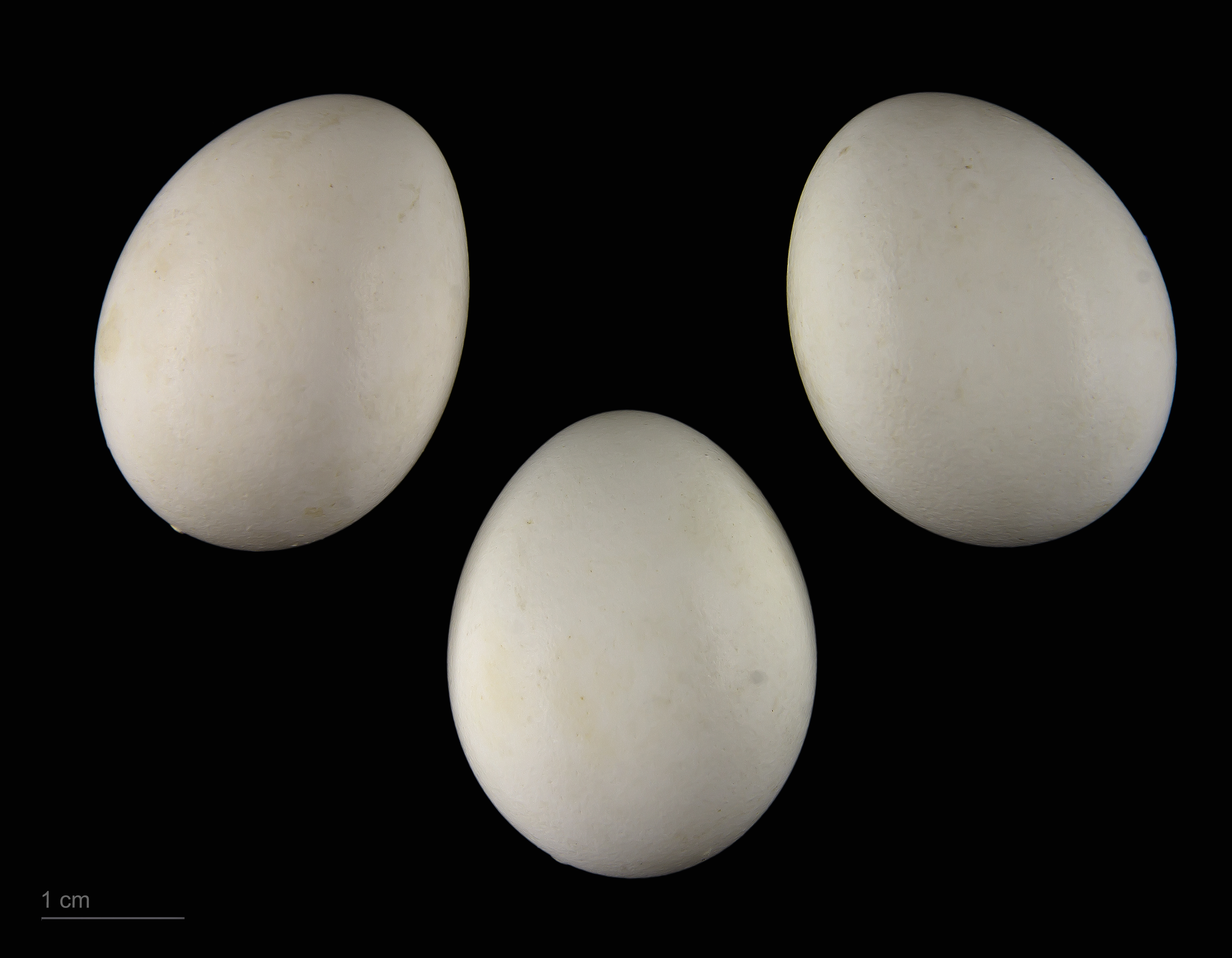
Museum specimen